# Giuseppe Signorelli
Giuseppe Signorelli, detto Bepi (Bergamo, 18 settembre 1907 – Milano, 2 ottobre 1995), è stato un partigiano, politico e imprenditore italiano.

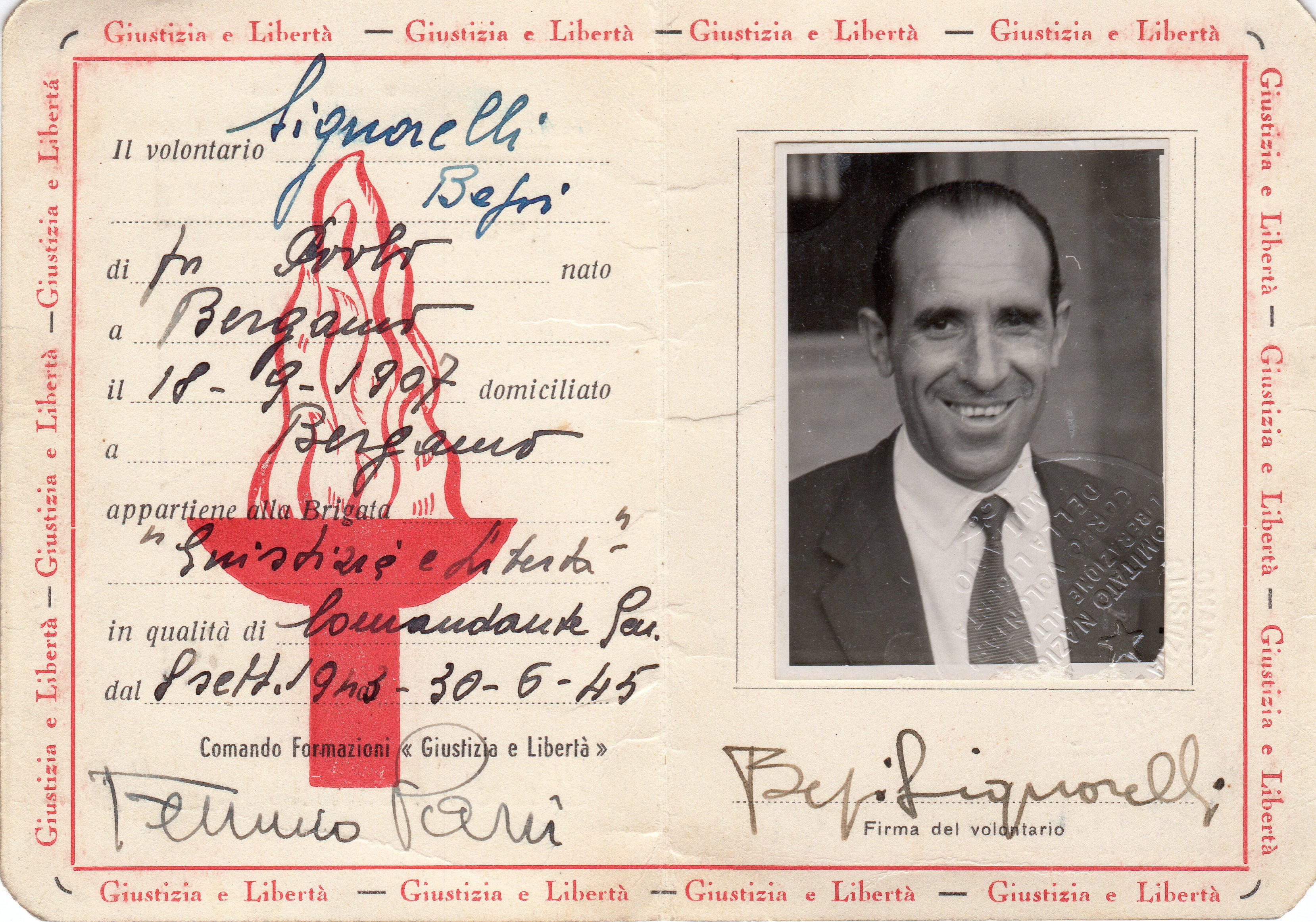
Tessera di riconoscimento n.1081 rilasciata dal CNL a Giuseppe (Bepi) Signorelli in qualità di Comandante Generale di Giustizia e Libertà dall'8/9/1943 al 30/6/1945 e firmata da Ferruccio Parri

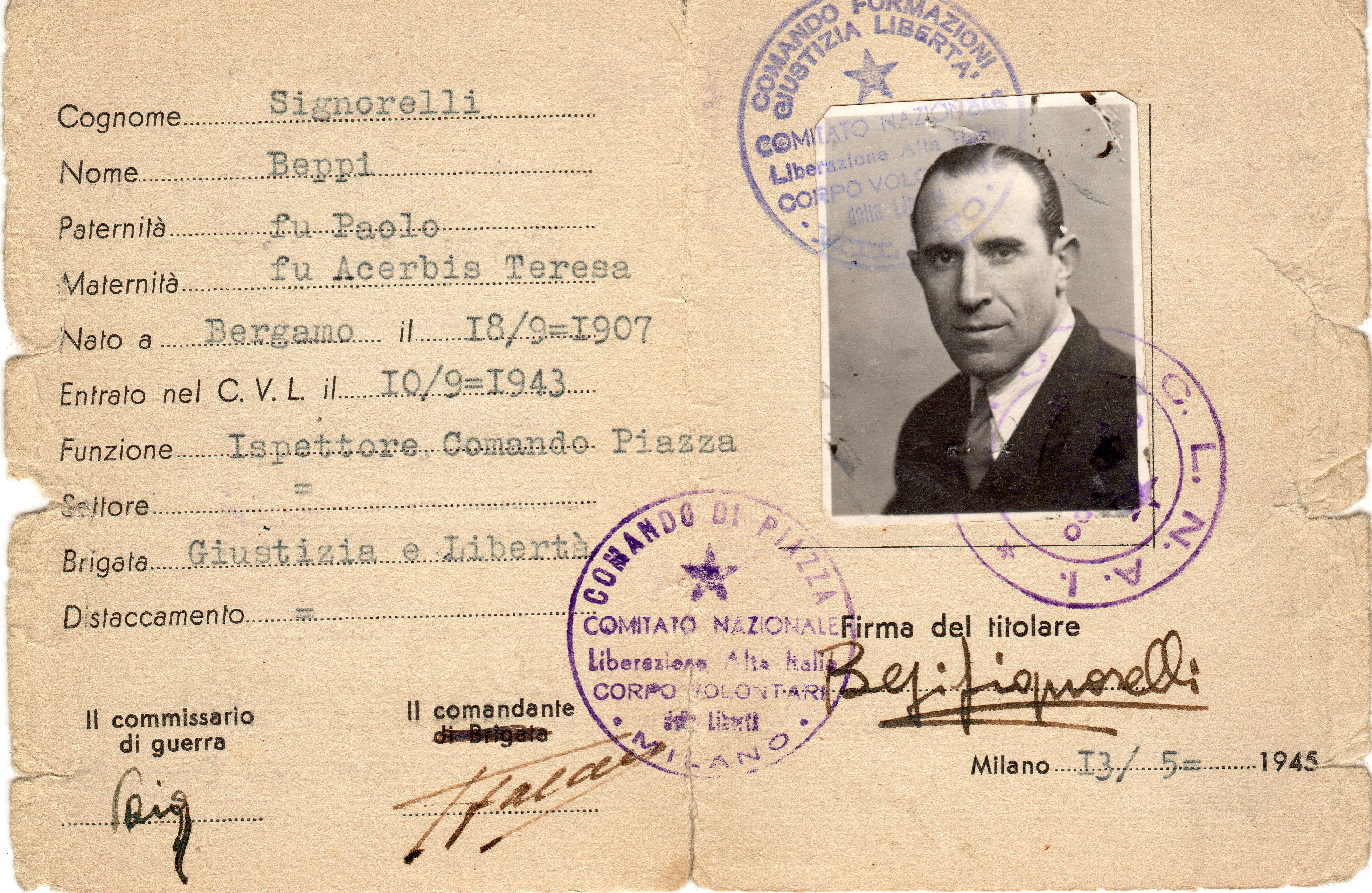
Tessera di riconoscimento N.513 rilasciata dal CNL di Milano a Giuseppe (Bepi) Signorelli come ispettore del comando di Piazza della brigata Giustizia e Libertà

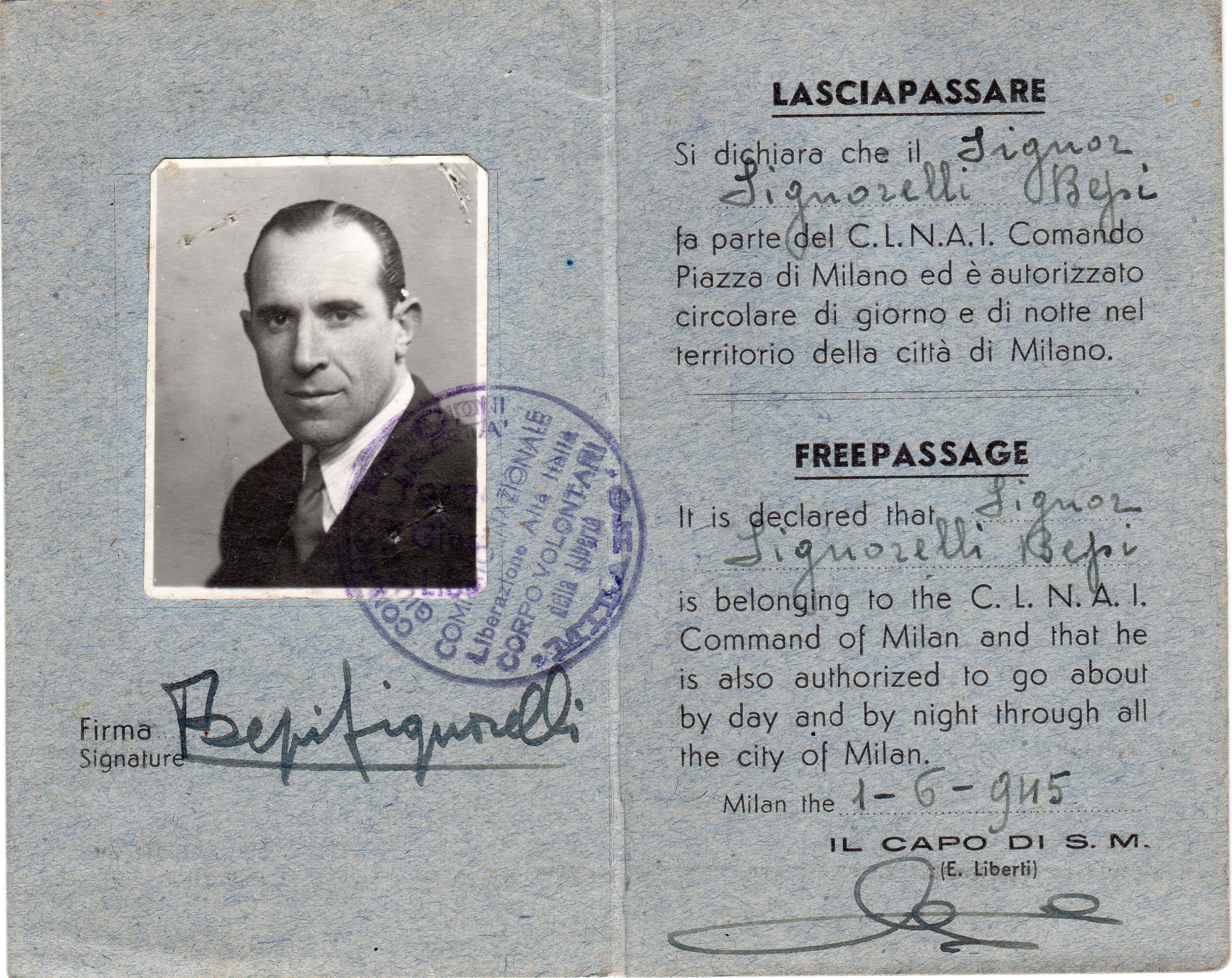
Lasciapassare rilasciato dal CNLAI piazza di Milano N.295 a Giuseppe Signorelli in data 01/06/1945

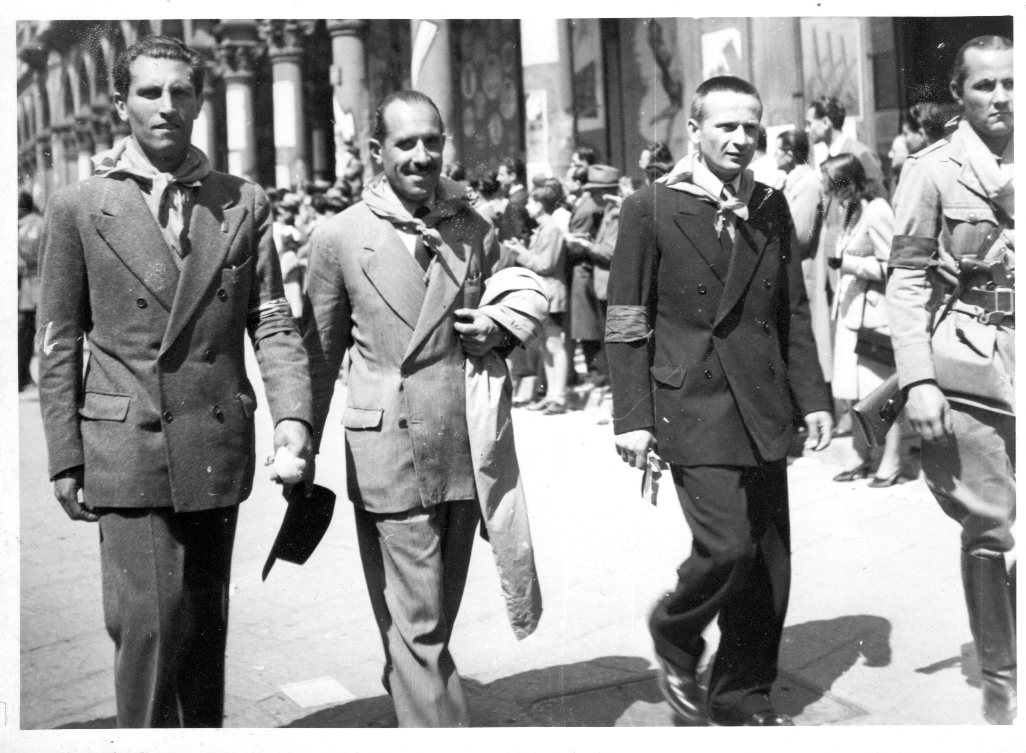
Giuseppe (Bepi) Signorelli alla sfilata per la Liberazione a Milano

È stato un comandante partigiano delle Brigate Giustizia e Libertà e deputato della Consulta nazionale (25 settembre 1945 - 24 giugno 1946).

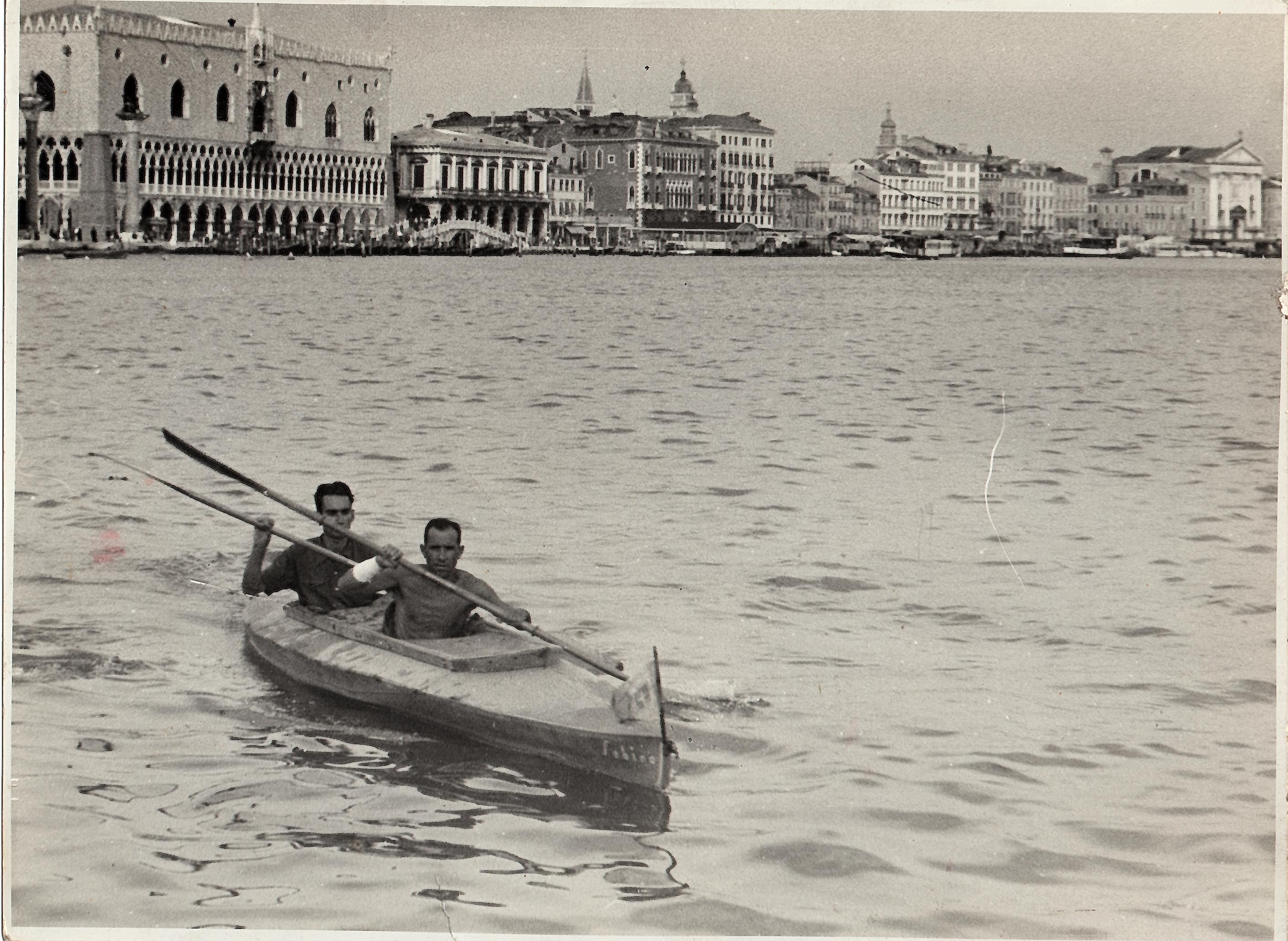
Bepi Signorelli - In canoa da Torino a Venezia

Sportivo, appassionato in particolare di sci alpinismo e canottaggio. In quest'ultimo sport si ricorda la sua percorrenza, in doppio, del fiume Po da Torino a Venezia.

## Altri progetti

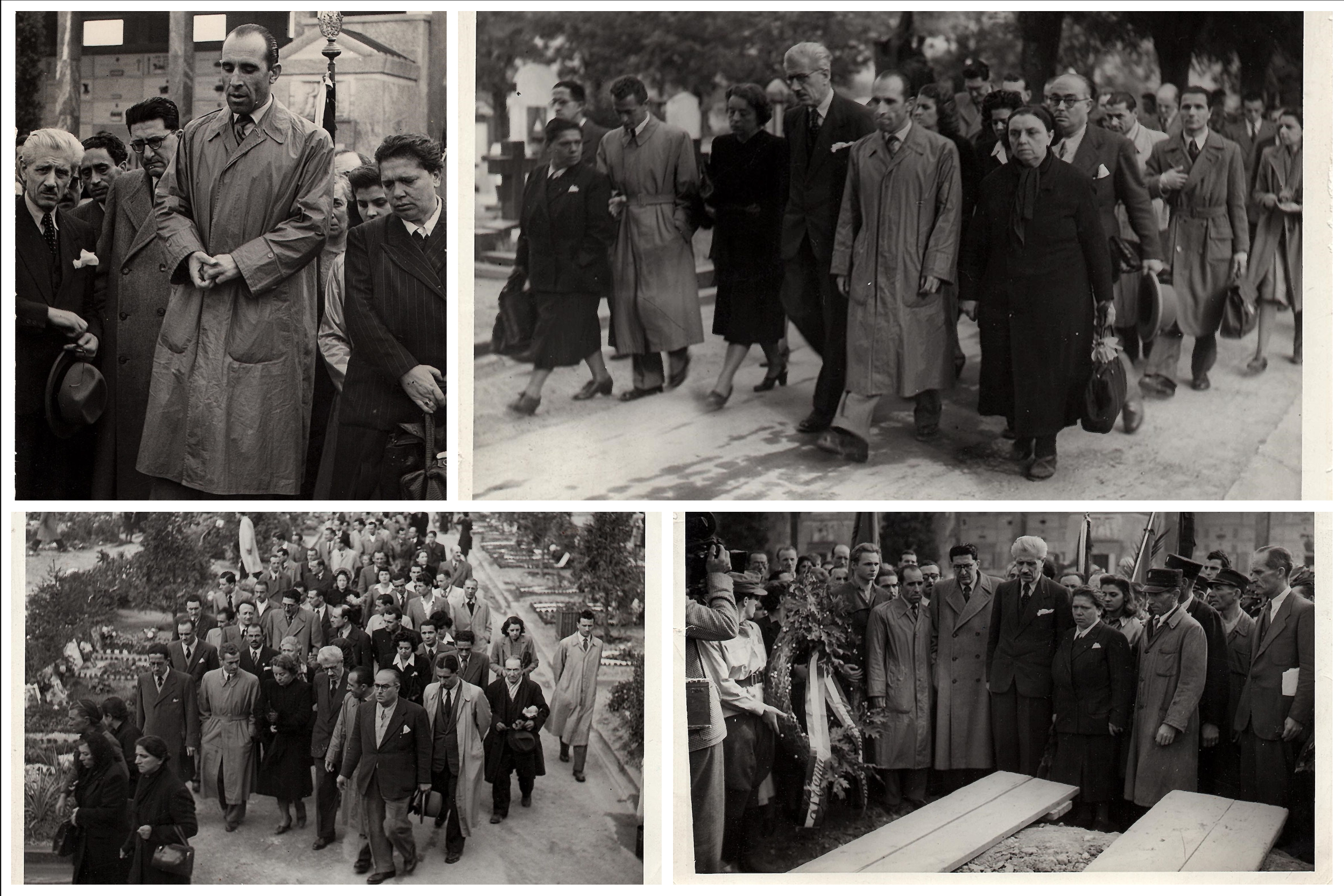
Giuseppe (Bepi) Signorelli ad una commemorazione funebre - con Ferruccio Parri

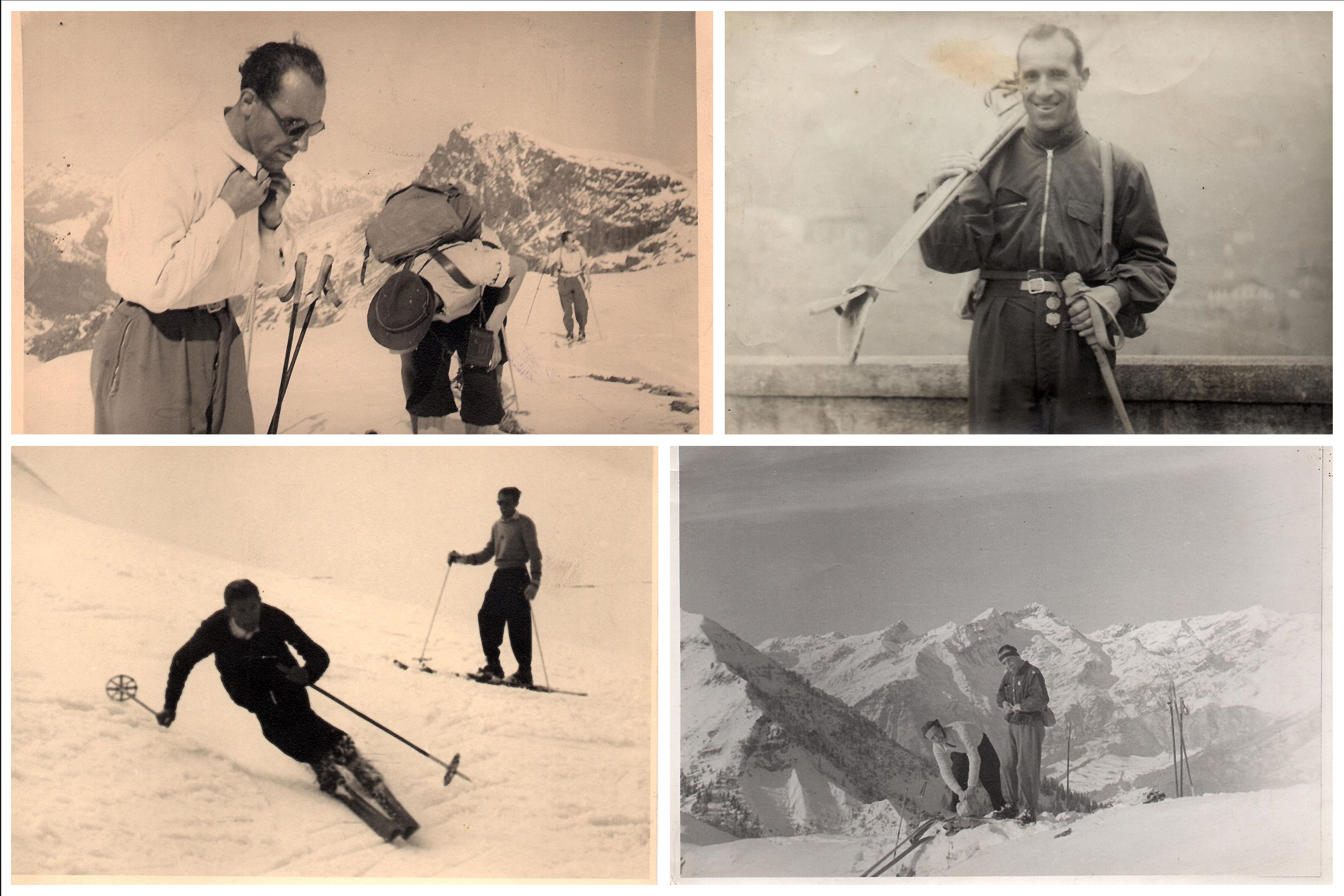
Bepi Signorelli - Immagini di sci alpinismo

## Collegamenti esterni

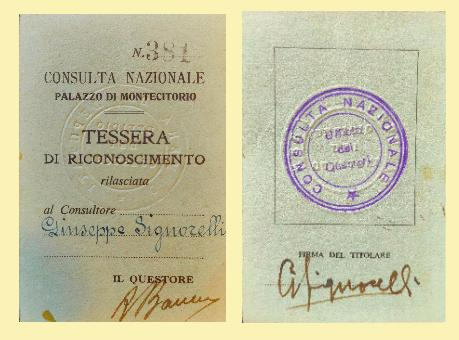
Tessera della Consulta Nazionale N. 381 rilasciata al consultore Giuseppe Signorelli